# ریچارد هونسلو
ریچارد هونسلو (انگلیسی: Richard Hounslow؛ زادهٔ ۱۹ december ۱۹۸۱ (۴۳ سال)) ورزشکار اهل بریتانیا است.
وی در مسابقات کشوری و بین‌المللی در مجموع برندهٔ ۳ مدال طلا، ۶ مدال نقره، ۱۲ مدال برنز شده‌است.